# Село санатория Юматово имени 15-летия БАССР
Санато́рия Юма́тово и́мени 15-ле́тия БАССР (баш. БАССР-ҙың 15 йыллығы исемендәге "Йоматау" шифаханаһы) — село в Уфимском районе Башкортостана, административный центр Юматовского сельсовета.

## Географическое положение
Находится на левом берегу реки Дёмы, в 4 км от федеральной автотрассы М-5 Урал. Рядом с селом находятся железнодорожные платформы Санаторная и Пионерская.
Расстояние до:
- районного центра (Уфа): 36 км,
- ближайшей ж/д станции (Санаторная): 1 км.

## История
Село возникло вокруг санатория «Юматово» который, в свою очередь, получил своё название от одноимённого села, расположенного неподалёку.

## Население
| 2002 | 2009 | 2010 |
| ---- | ---- | ---- |
| 585  | ↗587 | ↘532 |

## Санаторий «Юматово»

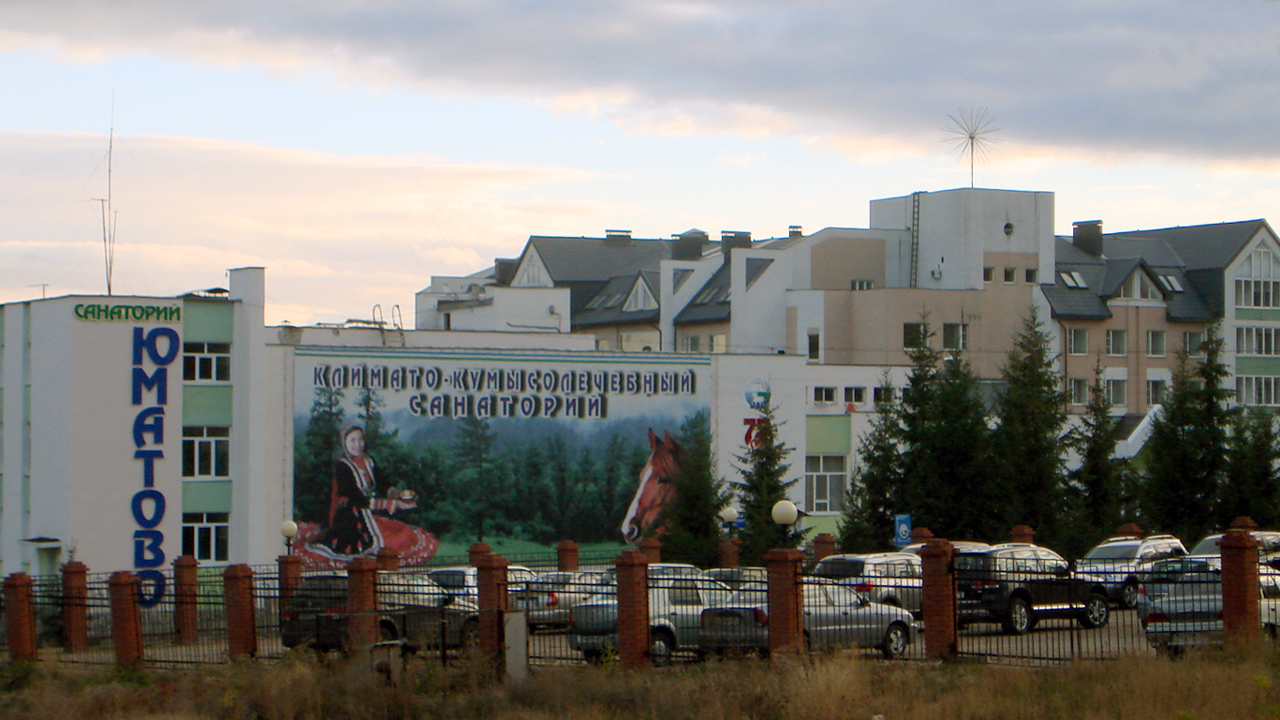
Санаторий «Юматово»

Климато-кумысолечебный санаторий «Юматово» основан в 1934 году. Основной профиль санатория — лечение заболеваний органов дыхания, пищеварения, нервной системы, иммунодефицитных состояний. Санаторий имеет 7 корпусов, рассчитан на 300 мест.
В годы Великой Отечественной войны в санатории располагался Эвакуационный госпиталь № 2577, предназначенный для солдат получивших ранение в конечности. Рядом располагается мемориальное кладбище воинов, скончавшихся в госпитале. В центре кладбища установлен памятник неизвестному солдату. В братских могилах похоронено 56 воинов, многие из могил безымянные.
В санатории из сульфатного магниево-кальциевого источника добывается минеральная вода «Юматовская».

## Религия
В селе есть мечеть.